# Pierre Hantaï
Pierre Hantaï (Parigi, 28 febbraio 1964) è un clavicembalista francese.

## Carriera
Figlio del pittore Simon Hantaï, scoprì la musica di Johann Sebastian Bach quando aveva dieci anni e ascoltò per la prima volta le registrazioni di Gustav Leonhardt quando ne aveva undici. Iniziò a suonare il clavicembalo quando ne aveva undici e fu autodidatta fino all'incontro con il suo primo insegnante, il clavicembalista americano Arthur Haas. In seguito studiò per due anni ad Amsterdam con Gustav Leonhardt. Nel 1983 vinse il secondo premio al concorso di clavicembalo di Bruges.
Le sue prime registrazioni si concentrarono sui virginalisti inglesi (Giles Farnaby e John Bull) e su Bach. Tra le registrazioni soliste influenti ci sono due Variazioni Goldberg, pubblicate a dieci anni di distanza (1993 e 2003) e una serie in corso di sonate di Domenico Scarlatti. Dopo un primo CD per Astrée nel 1993, ha registrato altri sei volumi di recital di Scarlatti per Mirare tra il 2002 e il 2019. Altre registrazioni da solista includono il primo libro del Clavicembalo ben temperato, tre registrazioni dedicate alle toccate e suite di Bach, nonché registrazioni di Frescobaldi e Couperin.
Si esibisce a livello internazionale come solista in Europa, Nord America e Asia in festival come La Roque d'Anthéron, La Folle Journée de Nantes, Festival Oude Muziek Utrecht, il Boston Early Music Festival, alla Carnegie Hall, alla Fundação Calouste Gulbenkian e all'Hakuju Hall di Tokyo.
Nel 1985, ha fondato l'ensemble Le Concert Français, che ha diretto dal clavicembalo e che ha registrato sia il repertorio orchestrale che quello da camera.
Nel 1991, lui e suo fratello Jérôme hanno registrato parte della colonna sonora del film francese Tous les matins du monde.
Si esibisce spesso con i suoi due fratelli, Marc (traverso) e Jérôme (viola da gamba) come parte del Trio Hantaï. Ha suonato per molti anni con La Petite Bande (diretta da Sigiswald Kuijken) e continua a esibirsi con Jordi Savall, Amandine Beyer, Hugo Reyne e Maude Gratton. Ha collaborato con molti altri musicisti, tra cui Philippe Herreweghe e Marc Minkowski.

## Discografia parziale
- 1990: Giles Farnaby: Farnaby's Dreame, Accord
- 1990: Wolfgang Amadeus Mozart: Concerti per cembalo; Sonatas; Menuets, Opus 111
- 1993: Domenico Scarlatti: 22 sonates, Astrée
- 1993: Bach: Goldberg Variationen [1992 Recording], Opus 111
- 1994: Bach: Concertos pour clavecin, Le Concert Français, Astrée
- 1995: John Bull: Doctor Bull's Good Night, Astrée
- 1997: Girolamo Frescobaldi: Partite et Toccate, Astrée
- 1997: Bach: Chromatic Fantasy and Fugue - Toccatas, Virgin Veritas
- 1999: Bach: Works for Harpsichord, Virgin Veritas
- 2002: Scarlatti 1, Ambroisie
- 2002: Scarlatti 2, Mirare
- 2003: Bach: Le Clavier bien tempéré, Premier livre, Mirare
- 2004: Bach: Variations Goldberg, Mirare
- 2006: Scarlatti 3, Mirare
- 2008: François Couperin: Pièces de clavecin, Mirare
- 2012: Jean-Philippe Rameau: Symphonies à deux clavecins, Mirare
- 2014: Bach: Suites anglaises no 2 et 6; Concerto italien, Mirare
- 2014: Magnificat et Concerti : A. Vivaldi, J.S. Bach, Jordi Savall & La Capella Reial de Catalunya, Alia Vox
- 2014: Bach: Concertos for Two Harpsichords, with Aapo Häkkinen, Helsinki Baroque Orchestra, Aeolus
- 2016: Scarlatti 4, Mirare
- 2017: Scarlatti 5, Mirare, mention «Choc de Classica»
- 2019: Scarlatti 6, Mirare
- 2020: Handel: Suites pour clavecin. Mirare
- 2021: Handel; Scarlatti. Mirare
- 2023: Scarlatti: 100 Sonates pour clavecin. Mirare